# 天主教昆巴教區
天主教昆巴教區（拉丁語：Dioecesis Kumbana）是喀麥隆一個羅馬天主教教區，屬巴門達總教區。
教區成立於2016年3月15日，位於西南省南部，2016年有教友205,491人（佔轄區總人口36.5%）、十六個堂區、四十一名司鐸。現任教區主教為亞加·埃努耶赫恩約·恩豐。